# Полтавський художній музей
Полта́вський худо́жній музе́й (галере́я мисте́цтв) імені Миколи Ярошенка — державний музей у Полтаві. У зібранні — твори вітчизняного і зарубіжного мистецтва, а також численна етнографічна колекція.
Почав працювати 1919 року як відділ Центрального пролетарського музею Полтавщини; до 1940 року мав назву Картинної галереї. Від 1940 року має статус самостійного музею.
Має більш як 9 000 творів мистецтва. Основою зібрання стали твори художника-передвижника Миколи Ярошенка, які, згідно із заповітом його дружини, були передані рідному місту. Інша назва музею — Полтавська галерея мистецтв імені М. Ярошенка.

## Історія музею
В основі зібрання — подарована рідному місту колекція художника-передвижника Миколи Ярошенка, яка прибула до Полтави у 1917 році. Вона включала 100 живописних творів та 23 робочі альбоми самого митця, а також значну кількість робіт друзів та колег по Товариству пересувних художніх виставок, зокрема, Івана Шишкіна, Василя Полєнова, Володимира Маковського, Іллі Рєпіна, Василя Максимова та ін.
Полтавський художній музей було відкрито 27 квітня 1919 року і спершу він носив статус картинної галереї. Його засновник, згодом відомий український археолог і музеєзнавець, Михайло Рудинський, іменував його «Музеєм мистецтв».
Рішення про створення музею було прийнято після створення в місті Комітету охорони пам'яток старовини і мистецтва на Полтавщині, коли в руках громадськості зосередилися художні цінності з націоналізованих маєтків Кочубеїв (Диканька), Ґалаґанів (Сокиринці), Капністів (Обухівка), Рєпніних (Яготин). Приміщенням музею став колишній особняк поміщика Болюбаша, побудований у 1912 році за проектом відомого архітектора Павла Альошина і розташований у тихому куточку Полтави по вулиці Спаська, 11.
Через півтора року музей було перетворено на художній відділ нинішнього Краєзнавчого музею, а від 1934 року, після здійсненої спроби ліквідації закладу, розмістився в його будівлі, зайнявши дев'ять залів першого поверху. Згідно з постановою РНК України від 7 березня 1939 йому було повернуто статус самостійного, тепер уже обласного, художнього музею.
Напередодні війни зібрання налічувало близько 30 тисяч експонатів. В цей час (1940—1941) у ньому зберігалося Пересопницьке Євангеліє.
Під час окупації експозиційна частина залишилася невивезеною і майже повністю загинула, вціліли тільки евакуйовані фонди. Архіви музею не збереглися, і сьогодні тільки завдяки путівнику М. Я. Рудинського можна уявити масштаби втрат. Серед них — і багата колекція західноєвропейського живопису, до якої входили твори Джованні Баттісти Тьєполо, Пітера Пауля Рубенса, Мельхіора де Гондекутера, Адріана ван Остаде, Елізабет Віже-Лебрен та інших, та твори українських живописців XVII—XVIII століть і найкращі роботи майстрів російської школи XIX—XX століть, та багато іншого.
У листопаді 1944 року, коли Полтава перебувала ще в суцільних руїнах, художній музей поновив свою роботу.
У 1951 році музей повернувся у відновлену власну будівлю. У повоєнний період співробітники музею доклали максимум зусиль для поповнення втраченої колекції. Вона дійсно помітно зросла і зараз разом з уцілілими 4 187 експонатами становить понад 9 тисяч одиниць зберігання.
У зв'язку з незадовільним технічним станом колись наспіх відремонтованого будинку, (технічний висновок Полтавської філії Держбуд України «НДІпроектреконструкція», лютий 2000 року) Полтавський художній музей ухвалою Полтавської міської ради від 11 квітня 2000 року переведено в приміщення Галереї мистецтв по вулиці Європейська, де експозиція зайняла дві окремі анфілади першого поверху.

## Музей на сучасному етапі
На новому місці повністю збережено принцип хронологічної побудови експозиції. У лівій анфіладі — твори мистецтва Західної Європи — живопис, скульптура, декоративна пластика, порцеляна. Серед унікальних — роботи Лукаса Кранаха Молодшого, Д. ван Равестейна, Клари Петерс, Мельхіора де Гондекутера, Марчелло Бачареллі, Жана Батіста Грьоза, Франческо Гварді та ін. У правій — роботи українських і російських художників, зразки церковного начиння XVII—XVIII століть, скульптура, меблі.
У двох окремих залах експонуються роботи М. О. Ярошенка. Особливо цікавий автопортрет із парним до нього портретом дружини, Марії Павлівни; також представляють цінність кавказькі пейзажі, портрети сучасників, етюди до відомих робіт.
На сучасному етапі свого існування музей широко використовує переваги нового приміщення, зокрема великий виставковий зал, проводить масштабні тематичні фондові виставки, що дають городянам можливість краще ознайомитися з його колекцією, а самому музею популяризувати своє зібрання і мистецтво в цілому.
Виставка «Родинна пам’ять», на якій представлені роботи українських художників із колекції родини Гриньових знакова мистецька подія 2023 року в Полтаві.
У колекції Гриньова є, зокрема, всесвітньо відомі художники: Сергій Васильківський, Матвій Вайсберг, Михайло Дерегус, Анатолій Криволап, Георгій Нарбут, Марія Примаченко, Станіслав Волязловський, Олег Харч та інші.